# Brandun Hughes
Brandun Hughes (ur. 8 maja 1976 w Peorii) – amerykański koszykarz grający na pozycjach rozgrywającego lub rzucającego obrońcy. 
W Polsce grał w latach 2002–2010.

## Osiągnięcia
NCAA
- Zaliczony do:
  - I składu Great Lakes Valley (2000)[1]
  - II składu turnieju NCAA Great Lakes Regional (2000 przez Daktronics)

Indywidualne
- Uczestnik:
  - meczu gwiazd PLK:
    - 2003
    - Polska vs gwiazdy PLK (2004)

  - konkursu wsadów PLK (2004)
- Lider:
  - PLK w asystach (2004)
  - play-off PLK w średniej przechwytów (2004)[2]

## Rekordy kariery w PLK
- Najwięcej:
  - punktów w jednym meczu - 34
  - zbiórek w jednym meczu - 8
  - asyst w jednym meczu - 13
  - przechwytów w jednym meczu - 5
  - bloków w jednym meczu - 2